# Варази, Автандил
Автандил (Авто) Варази (груз. ავთანდილ (ავთო) ვარაზი: 25 октября 1926, Тифлис — 3 марта 1977, Тбилиси) — грузинский советский художник, пионер поп-арта в Грузии.

## Биография
Автандил Варази родился в 1926 году в Тифлисе. Отец, Василий Варази, был видным учёным, специалистом в области физиологии и биохимии. Авто рос в обстановке, когда в их гостеприимный дом, как близкие друзья и свои люди, запросто приходили Михаил Джавахишвили, Захарий Палиашвили, Дмитрий Аракишвили, Константин Гамсахурдиа…
Первым учителем рисования Автандила был тбилисский художник Леонид Потапов. Он отправил рисунки мальчика на всесоюзный конкурс в Москву, где Варази присудили специальный приз за лучшую иллюстрацию к лермонтовскому «Мцыри».

## Творчество
Художник ни разу не писал на заказ. Все люди, изображённые на его многочисленных портретах, — родственники, друзья или близкие знакомые. Одна из самых известных его работ — «Портрет букиниста», шедевр психологического портрета.
Самое известное произведение Варази — «Голова быка» — выполнено из обыкновенных мужских брюк. Сейчас эти брюки, пропитанные для твердости клеем, укрепленные на гипсовой доске и подкрашенные, находятся в экспозиции Музея современного искусства в Нью-Йорке.
Сыграл роль художника Нико Пиросмани в фильме Георгия Шенгелая «Пиросмани».
В 2025 году при участии Грузинского национального музея и Музея изящных искусств Дижона был издан альбом «Неизвестный грузинский авангард»(автор: искусствовед Ида Берлин), в котором работы Автандила Варази были опубликованы наряду с другими грузинскими авторами.